# Лизос
Лизо́с (фр. Lizos, окс. Lidòs) — коммуна во Франции, находится в регионе Юг — Пиренеи. Департамент — Верхние Пиренеи. Входит в состав кантона Пуйастрюк. Округ коммуны — Тарб.
Код INSEE коммуны — 65276.

## География

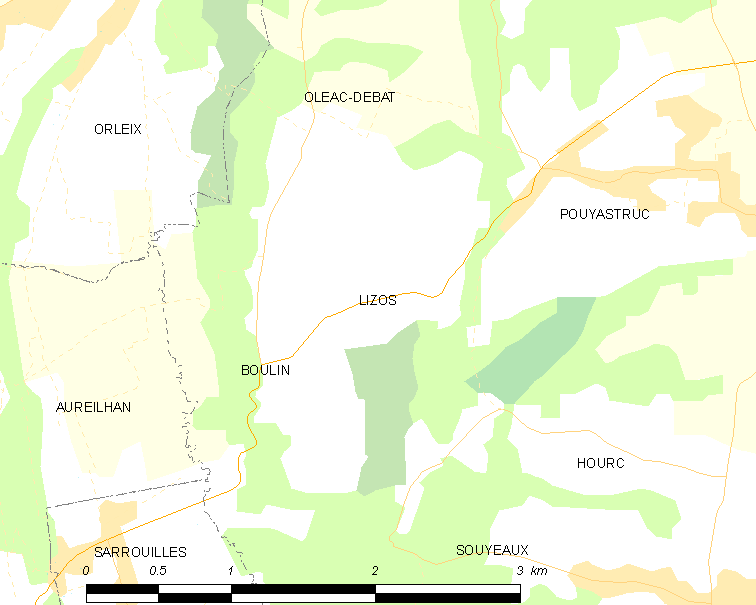
Карта коммуны

Коммуна расположена приблизительно в 650 км к югу от Парижа, в 115 км западнее Тулузы, в 8 км к северо-востоку от Тарба.
Коммуна расположена в местности Бигорр.

## Климат
Климат умеренно-океанический с солнечной тёплой погодой и обильными осадками на протяжении практически всего года.

## Население
Население коммуны на 2010 год составляло 104 человека.
| 1962 | 1968 | 1975 | 1982 | 1990 | 1999 | 2010 |
| ---- | ---- | ---- | ---- | ---- | ---- | ---- |
| 90   | 62   | 90   | 109  | 103  | 78   | 104  |

## Администрация
| Период | Период | Фамилия    | Партия | Примечания |
| ------ | ------ | ---------- | ------ | ---------- |
| 2001   | 2020   | Пьер Дарус |        |            |

## Экономика
В 2010 году среди 57 человек трудоспособного возраста (15-64 лет) 41 были экономически активными, 16 — неактивными (показатель активности — 71,9 %, в 1999 году было 53,4 %). Из 41 активных жителей работали 35 человек (18 мужчин и 17 женщин), безработных было 6 (3 мужчин и 3 женщины). Среди 16 неактивных 5 человек были учениками или студентами, 9 — пенсионерами, 2 были неактивными по другим причинам.